# Li Ting (Tennisspielerin, 1980)
Li Ting (chinesisch 李婷, Pinyin Lǐ Tíng; * 5. Januar 1980 in Wuhan, Hubei) ist eine ehemalige chinesische Tennisspielerin.

## Karriere
Li begann im Alter von sieben Jahren mit dem Tennisspielen. Von 2000 bis 2007 trat sie auf der WTA Tour an, auf der sie insgesamt neun Doppeltitel gewann, acht davon an der Seite von Sun Tiantian.
Den größten Triumph ihrer Karriere feierte sie jedoch mit dem Gewinn der Goldmedaille bei den Olympischen Spielen 2004 in Athen. Mit Doppelpartnerin Sun Tiantian besiegte sie im Finale die spanische Paarung Conchita Martínez/Virginia Ruano Pascual mit 6:3 und 6:3.

## Turniersiege

### Doppel
| Nr. | Datum            | Turnier   | Kategorie         | Belag           | Partnerin    | Finalgegnerinnen                         | Ergebnis       |
| --- | ---------------- | --------- | ----------------- | --------------- | ------------ | ---------------------------------------- | -------------- |
| 1.  | 18. Juni 2000    | Taschkent | WTA Tier IVa      | Hartplatz       | Li Na        | Iroda Toʻlaganova Hanna Saporoschanowa   | 3:6, 6:2, 6:4  |
| 2.  | 14. Juni 2003    | Wien      | WTA Tier III      | Sand            | Sun Tiantian | Yan Zi Zheng Jie                         | 6:3, 6:4       |
| 3.  | 2. November 2003 | Québec    | WTA Tier III      | Teppich (Halle) | Sun Tiantian | Els Callens Meilen Tu                    | 6:3, 6:3       |
| 4.  | 9. November 2003 | Pattaya   | WTA Tier V        | Hartplatz       | Sun Tiantian | Wynne Prakusya Angelique Widjaja         | 6:4, 6:3       |
| 5.  | 22. August 2004  | Athen     | Olympische Spiele | Hartplatz       | Sun Tiantian | Conchita Martínez Virginia Ruano Pascual | 6:3, 6:3       |
| 6.  | 3. Oktober 2004  | Guangzhou | WTA Tier III      | Hartplatz       | Sun Tiantian | Yang Shujing Yu Ying                     | 6:4, 6:1       |
| 7.  | 1. Mai 2005      | Oeiras    | WTA Tier IV       | Sand            | Sun Tiantian | Michaëlla Krajicek Henrieta Nagyová      | 6:3, 6:1       |
| 8.  | 12. Februar 2006 | Pattaya   | WTA Tier IV       | Hartplatz       | Sun Tiantian | Yan Zi Zheng Jie                         | 3:6, 6:1, 7:65 |
| 9.  | 7. Mai 2006      | Oeiras    | WTA Tier IV       | Sand            | Sun Tiantian | Gisela Dulko Maria Sánchez Lorenzo       | 6:2, 6:2       |
| 10. | 1. Oktober 2006  | Guangzhou | WTA Tier III      | Hartplatz       | Sun Tiantian | Vania King Jelena Kostanić               | 6:4, 2:6, 7:5  |